# ダイラン・ヘイネス
ダイラン・ヘイネス（Dylan Haynes 1987年9月15日- ）は南アフリカ共和国出身の野球選手。ポジションは遊撃手。
現在は国内リーグのMustangsでプレーしている。2006年のWBCでは18歳の若さで南アフリカ代表に選出されたが、出場機会はなかった。